# Chalutier de Brixham
Un chalutier de Brixham est un navire de pêche de haute mer en bois, à l'origine construit à Brixham, au Devon, en Angleterre, au XIXe siècle ; il est connu pour sa grande vitesse. Le design a été copié par les constructeurs de bateaux autour de la Grande-Bretagne, et certains ont été vendus à des pêcheurs dans d'autres pays autour de la mer du Nord.

Le chalutier de Brixham était un navire à déplacement lourd, de 60 à 80 pieds de longueur de pont, une longue quille rectiligne, avec peu ou pas de saillies, et un franc-bord bas pour faciliter la manipulation des filets, bien que cette fonctionnalité était masquée par de hauts bastingages. Le chalutier de Brixham portait un haut gréement aurique, souvent en ketch mais aussi, tout simplement, en grand sloop, assez puissant pour naviguer rapidement vers et depuis les lieux de pêche et remorquer des grands chaluts. Le célèbre aérodynamicien de yacht et marin C. A. Marchaj commenta, « Avec peu de surface de quille, ces bateaux manquaient de tenue près du vent par rapport au Quay Punt (en)… Non sans raison, les pêcheurs de la côte nord-est ont juré que le brion les emmenait au vent. »

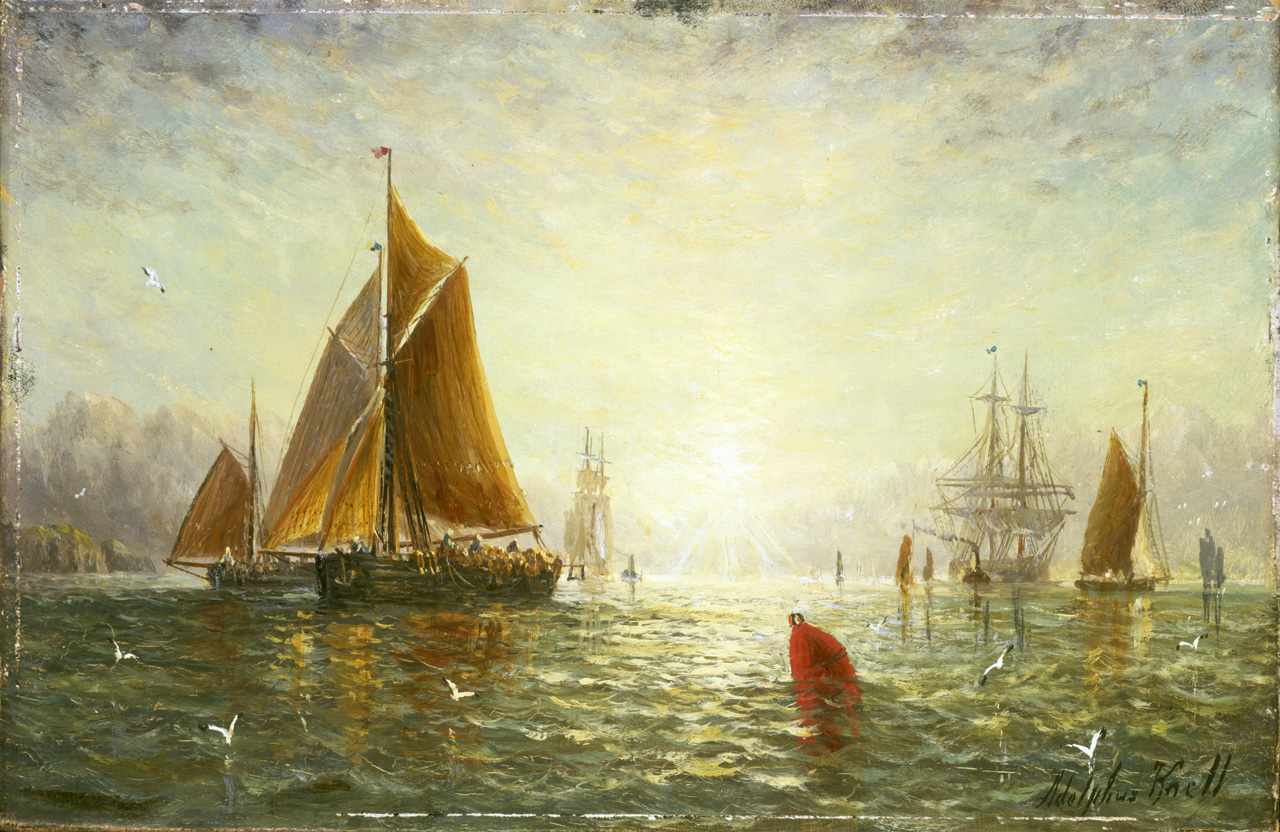
Le tableau Un chalutier de Brixham par William Adolphe Glas. La peinture est actuellement au Musée National de la marine.

À Brixham la flotte a pu compter jusqu'à 400 de ces navires, on les distinguait grâce aux voiles teintés à l'ocre rouge local, servant de traitement protecteur. Il se rencontrait dans d'autres flottes, comme à Lowestoft, qui dénombrait 375 chalutiers, 450 autres à Hull, 625 à Great Yarmouth et 840 à Grimsby, ainsi qu'en plus petits nombres dans d'autres ports. Seulement cinq restent à flot. L'un d'eux, le Provident, a pris part à la parade nautique sur la Tamise, à l'occasion du jubilé de diamant d'Élisabeth II.

## Sauvetage
Le 1er janvier 1915, l'équipage du Provident BM291 a sauvé 71 marins du cuirassé HMS Formidable, qui fut torpillé et coulé par un sous-marin allemand dans la Manche de nuit pendant un coup de vent.